# White Oak (Texas)
White Oak és una població dels Estats Units a l'estat de Texas. Segons el cens del 2000 tenia 5.624 habitants.

## Demografia
Segons el cens del 2000, White Oak tenia 5.624 habitants, 2.004 habitatges, i 1.595 famílies. La densitat de població era de 238,9 habitants per km².
Dels 2.004 habitatges en un 44,6% hi vivien nens de menys de 18 anys, en un 64,7% hi vivien parelles casades, en un 11% dones solteres, i en un 20,4% no eren unitats familiars. En el 17,5% dels habitatges hi vivien persones soles el 7,2% de les quals corresponia a persones de 65 anys o més que vivien soles. El nombre mitjà de persones vivint en cada habitatge era de 2,81 i el nombre mitjà de persones que vivien en cada família era de 3,17.
Per edats la població es repartia de la següent manera: un 31% tenia menys de 18 anys, un 7,8% entre 18 i 24, un 30,1% entre 25 i 44, un 21,6% de 45 a 60 i un 9,6% 65 anys o més.
L'edat mediana era de 34 anys. Per cada 100 dones de 18 o més anys hi havia 90,1 homes.
La renda mediana per habitatge era de 43.802 $ i la renda mediana per família de 50.781 $. Els homes tenien una renda mediana de 44.063 $ mentre que les dones 22.530 $. La renda per capita de la població era de 17.486 $. Aproximadament el 9,9% de les famílies i l'11,4% de la població estaven per davall del llindar de pobresa.

## Poblacions més properes
El següent diagrama mostra les poblacions més properes.